# La libreta rosa
La libreta rosa es el primer EP de la cantante española Chiara Oliver, publicado el 12 de julio de 2024 por el sello Universal Music España. El proyecto se inspira en un cuaderno personal que la artista utilizó durante su estancia en la academia de Operación Triunfo 2023. Este trabajo marcó su debut discográfico y fue respaldado por una gira nacional. El EP debutó en el número 1 de la lista oficial de álbumes en España publicada por Promusicae en julio de 2024. Con ello, Chiara logró su primer número uno en ventas a nivel nacional.

## Antecedentes
Tras su participación en Operación Triunfo 2023, Chiara Oliver comenzó a desarrollar las bases de lo que más tarde se convertiría en su primer proyecto discográfico. Durante su estancia en la academia del programa, la artista llevó consigo una libreta rosa donde anotaba pensamientos, letras, frases inspiradoras y reflexiones personales. Este cuaderno se convirtió en un símbolo íntimo de su proceso creativo y emocional dentro del programa, y fue ampliamente comentado por los seguidores del concurso, quienes le atribuyeron un valor sentimental especial.
Con La libreta rosa, Chiara busca ofrecer una mirada honesta a su mundo interior, presentando un relato personal sobre el paso a la adultez, la vulnerabilidad y la necesidad de conectar con uno mismo. El proyecto también marca el cierre simbólico de su etapa en Operación Triunfo y el inicio de su carrera artística profesional.

## Producción y lanzamiento
La libreta rosa fue compuesto casi en su totalidad durante la estancia de Chiara Oliver en la academia de Operación Triunfo 2023, donde la artista empezó a trabajar en ideas musicales con ayuda de los profesores y músicos del programa. Varias de las canciones fueron escritas y desarrolladas en ese entorno, y algunas maquetas iniciales se grabaron allí mismo como parte de los ejercicios semanales y sesiones creativas personales.
El proceso creativo fue descrito por Oliver como “una continuación emocional” de su diario íntimo dentro del programa. La libreta rosa en la que escribía habitualmente durante su paso por la academia funcionó como núcleo conceptual del EP: fragmentos de letras, pensamientos y emociones plasmados en ese cuaderno dieron lugar a las canciones que conforman el disco, dotándolo de una estructura narrativa introspectiva y coherente.
El lanzamiento oficial tuvo lugar el 12 de julio de 2024 en plataformas digitales, acompañado de una campaña de promoción en redes sociales que incluyó publicaciones con fragmentos manuscritos del cuaderno, adelantos de vídeo, y una cuenta regresiva simbólica desde su perfil oficial. Ese mismo día, Chiara organizó una firma de discos en Madrid que congregó a cientos de seguidores, consolidando el fuerte vínculo emocional con su público.
Además del formato digital, se lanzó una edición física especial del EP que incluía un CD y una libreta complementaria. Esta edición estaba diseñada para replicar la estética y contenido del cuaderno original: contenía fotos inéditas de la artista, hojas impresas con escaneos reales del cuaderno utilizado en la academia y espacio en blanco para que los fans pudieran anotar sus propios pensamientos, emulando así la experiencia creativa de Chiara.

## Promoción

### Sencillos
La promoción del EP comenzó el 13 de junio de 2024, cuando Chiara Oliver presentó su primer sencillo, «3 de febrero». Este tema fue publicado en todas las plataformas digitales acompañado de un videoclip oficial, en el que se destacan elementos visuales íntimos como una habitación que simboliza su universo emocional. El videoclip también incluye referencias directas a la libreta rosa que inspiró todo el proyecto, así como guiños a su paso por la academia de Operación Triunfo 2023.
El 10 de julio de 2024, apenas un día antes del lanzamiento del EP completo, Chiara lanzó su segundo sencillo, «El parque», en colaboración con su compañera de programa Violeta Hódar. El tema explora una nostalgia compartida desde la perspectiva de dos voces que recuerdan un pasado común. El videoclip oficial muestra a ambas artistas paseando por un parque y recreando momentos simbólicos de su experiencia en la academia.

### Gira musical
El 15 de julio de 2024, Chiara Oliver anunció su primera gira nacional bajo el nombre de La libreta rosa tour. El tour incluyó un total de 46 fechas, con conciertos por toda España y cuatro presentaciones internacionales: dos en México, dos en Argentina y otra en Chile. La puesta en escena reflejaba la estética del EP, con elementos inspirados en su cuaderno rosa y un repertorio que combinaba las canciones del disco con temas inéditos.
Entre los conciertos más destacados estuvieron los celebrados en la sala La Riviera de Madrid, donde interpretó «Tulipanes» junto a Pablo López, y en Razzmatazz 1 de Barcelona. El 14 de mayo de 2025, Chiara debutó en México con dos fechas en el recinto Tonal de Ciudad de México, siendo su primera presentación en Latinoamérica.
La gira finalizó el 17 de octubre de 2025 en Arroyo de la Encomienda.

## Listado de canciones
| La libreta rosa |                             |                                                  |                             |          |  |
| N.º             | Título                      | Escritor(es)                                     | Productor(es)               | Duración |  |
| 1.              | «Intro»                     | Chiara Oliver, Gala Nell                         | Gala Nell                   | 1:23     |  |
| 2.              | «3 de febrero»              | Chiara Oliver, Pablo Rousselon                   | Pablo Rousselon             | 2:48     |  |
| 3.              | «Ronda de más»              | Chiara Oliver, Maximiliano Calvo, Ignacio García | St Woods, Maximiliano Calvo | 3:11     |  |
| 4.              | «Cada vez»                  | Chiara Oliver                                    | Gala Nell                   | 2:53     |  |
| 5.              | «La invitada»               | Chiara Oliver, Martí Mora Julià                  | Sr. Chen                    | 2:44     |  |
| 6.              | «El parque» (con VIOLETA)   | Chiara Oliver, Martí Mora Julià, Violeta Hódar   | Sr. Chen                    | 2:53     |  |
| 7.              | «Todas las versiones de mí» | Chiara Oliver, Vic Mirallas                      | Vic Mirallas                | 3:06     |  |
| 18:58           |                             |                                                  |                             |          |  |

## Historial de lanzamiento
| País   | Fecha               | Formato                                           | Discográfica          | Ref.   |
| ------ | ------------------- | ------------------------------------------------- | --------------------- | ------ |
| Global | 12 de julio de 2024 | Descarga digital, Streaming, CD, Vinilo y Libreta | Universal Music Spain | [ 16 ] |

## Posicionamientos y listas
| País   | Asociación | Lista           | Primera semana          | Posición | Ref.   |
| España | Promusicae | Top 100 Álbumes | 26 de julio de 2024     | 1        | [ 17 ] |
| España | Promusicae | Top 100 Vinilos | 22 de novimebre de 2024 | 1        | [ 18 ] |

## Premios y nominaciones
| Año  | Premio                                 | Categoría                         | Trabajo nominado | Resultado | Ref.   |
| ---- | -------------------------------------- | --------------------------------- | ---------------- | --------- | ------ |
| 2024 | Premios Enderrock de la Música Balears | Mejor disco en lengua no catalana | La libreta rosa  | Ganadora  | [ 19 ] |
| 2025 | Premios Enderrock                      | Mejor disco en lengua no catalana | La libreta rosa  | Nominada  | [ 20 ] |